# ZSD-89装甲输送车
ZSD-89装甲输送车（工厂研发代号：WZ534）又称为89式履带装甲输送车，是中国在1980年代研制的一款履带式装甲输送车，它大幅度改良自舊有的63式装甲输送车以及其衍生型85式装甲输送车，是用于替代63式装甲输送车的第二代装甲输送车，以提高和新一代坦克协同作战能力。1990年代初开始装备中国人民解放军。

## 历史
ZSD-89装甲输送车研发始于1982年，最初研制开始时在国家立项尚未批准，1983年为研制二代履带式装甲输送车，工厂曾经以“YW531F”的代号开始研制工作，其中有分别安装12.7毫米机枪、配备25毫米机炮的单人炮塔两种原型车的方案。后来确定工厂代号为“WZ534”。1987年1月生产出3辆样车。1987年底至1989年进行定型试验。1990年7月正式定型命名为ZSD-89装甲输送车。ZSD-89装甲输送车1990年代开始批量装备中国人民解放军陆军机械化部队。在1999年国庆50周年阅兵式上公开展示。
ZSD-89装甲输送车衍生型较多，21世紀初依然是解放軍許多部隊主力装甲车，並加入許多武警和外銷訂單，直到2010年代後都還有新的改裝和升級版出現。

## 构造
ZSD-89装甲输送车采用了继承自63式的发动机和传动系统前置、乘员舱后置的总体布局方案，外形与85式装甲输送车类似。89式车内空间以及动力舱室隔热隔音效果都好于63式，浮力储备较63式提高了。
动力装置为一台功率320马力BF8L413FC型四冲程V型8缸直喷增压风冷柴油发动机，该发动机由德国KHD公司 (通常译为"道依茨") 引进，低温起动、在高原地区的性能比之前63式装甲车使用的中国引进的苏制发动机更好，由北方工业公司于1980年代初引进技术，并由所属工厂自行生产。传动装置和操纵系统安装有液压系统，较63式操纵更轻松。89式筒式减震器减震效果较63式更好，履带采用了双销耳挂胶技术。89式与85式装甲输送车设计相同，在车尾附加两个外背式柴油箱。该车的浮渡方式与63式一样是自浮，靠履带划水推进。
ZSD-89装甲输送车内部密封式载员室带超压集体三防装置。车体两侧和后部共有7个球形射击孔供搭载的步兵使用。车长和驾驶员各有3具潜望镜，其中驾驶员中间潜望镜可换成红外/微光夜视仪，用于夜间驾驶。自卫武器为一门12.7毫米口径机枪(弹药1000发)，附有外包式防盾。新批次均为遥控武器站。

## 衍生車型
- YW534装甲输送車 (外銷)
- WZ534Ⅰ/ZSD-89装甲输送车
- WZ534Ⅱ/90式步兵战斗车 (转为外銷)
- ZDF-89“红箭-8”反坦克导弹发射车
- ZJX-93装甲抢修车
- ZHB-94装甲补给车
- 89式装甲侦察车 (WZ-731)
- 89式装甲救护车 (WZ-752)
- 89式装甲加油车
- 89式电视侦察车
- 89式雷达侦察车
- 89式情报处理车
- 89式电子对抗车
- GBL-130抛撒布雷车
- 89式装甲扫雷车
- 89式武警清障车
- 89式两栖加油车

## 使用國
- 衣索比亞 10輛訂單於2013
- 中华人民共和国
- 斯里蘭卡
- 辛巴威 – WZ534Ⅱ型出現於第二次剛果戰爭[2]